# コスプレ声ちゃん
コスプレ声ちゃん（コスプレこえちゃん、1979年5月9日 - ）は、女性のコスプレタレント。広島県呉市出身。名義は単に声（こえ）とも。

## 来歴
大阪美術専門学校を卒業後、マンガ専門店「まんだらけ」梅田店に入る。コスプレで人気が出て、同店よりコスプレ緊縛写真集『人間時計』、ビデオ『映像人間時計』を刊行、2002年にビデオ『恒河沙』を発売、その他オリジナルビデオなどを発売、2004年には、笠間しろう、根本敬、町野変丸、会田誠によるボディペインティングの様子を写した『アートアイドル声ちゃんの挑戦！変躰ランド』を発売。
2009年6月2日、自身のブログで、結婚と妊娠を発表した。
2021年時点では2児の母親で、コスプレをしてアニソンのDJをしている。2023年2月に代官山の蔦屋書店2号館1階ギャラリースペースで開催される予定の『ニューヒロイン&ヒーロー 〜ジェンダーレスと手塚漫画〜』フェアでは、25日のイベントのオープニングアクトとして、手塚治虫アニメのDJタイムを行うことが発表された。

## 出演作

### 写真集
- 『人間時計 - まんだらけコスプレ店員 「声」写真集』 グループエム、2001年、全国書誌番号:21331756

### ビデオ
- 『映像 人間時計』
- 『恒河沙』

### DVD
- 『アートアイドル声ちゃんの挑戦！変躰ランド』（2004年5月7日、ロフトシネマ・JVD製作）[3]
- 『おにいちゃん～ピンクのリコーダー』
- 『おにいちゃん-そらいろキセカエろまねすく-』
- 『おにいちゃん2～くろく血ミドロのこころ～』
- 『コスプレアイドル「声」 コスプレクリニック1』
- 『声 コスプレクリニック 2 -口内・腋・足・ヘソ-』
- 『コスプレアイドル「声」 コスプレクリニック3』
- 『キャットファイト大全集29 ローションマッチ特集』

### 映画
- 『アイデン&ティティ』（2003年）[4]
- 『グミ・チョコレート・パイン』（2007年）

### その他
- と学会『日本トンデモ本大賞』アシスタント[5]
- テレビ大阪『神言基地 〜HOLIDAY TV〜』司会[6]